# 나데즈다 테피

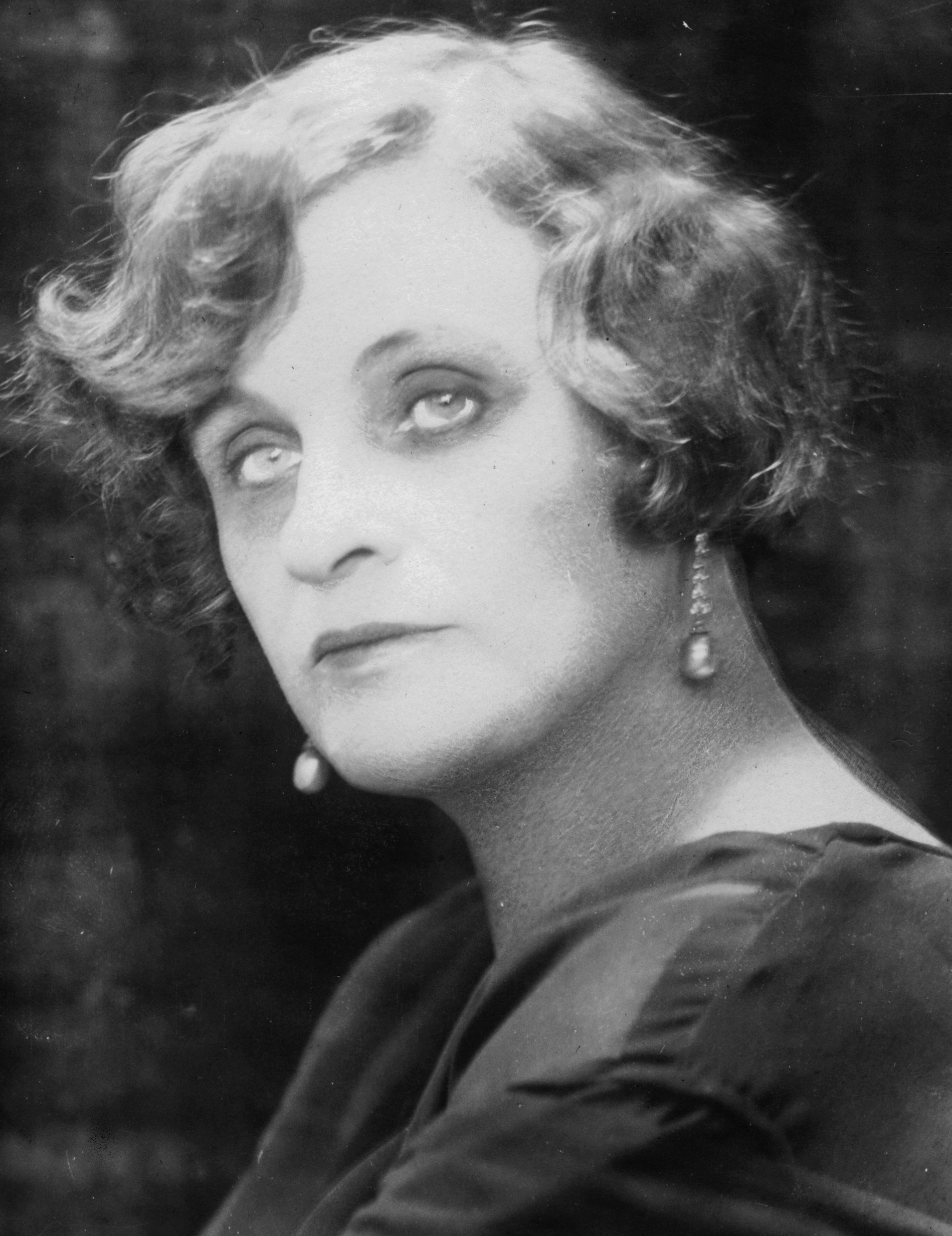

나데즈다 알렉산드로브나 테피(러시아어: Наде́жда Алекса́ндровна Тэ́ффи, 1872년 5월 21일 ~ 1952년 10월 6일)는 20세기 초에 활동한 러시아 여성 작가이며, 시인, 극작가이자 저널리스트이다.

## 생애
페테르부르크에서 유명한 변호사였던 아버지와 귀족 출신의 어머니 사이에서 태어나 유복한 어린 시절을 보냈다. 본격적으로 문학 활동을 시작한 것은 세 아이 출산한 후 남편과 이혼하고 고향 페테르부르크로 돌아온 1900년부터다. 시인으로 데뷔했지만 데뷔 후에는 주로 짧은 단편과 펠리에톤을 신문에 게재하며 단편 작가이자 문예 기자로 활동했다. 본명은 나데즈다 알렉산드로브나 로흐비츠카야다. 1910년에 출간한 ≪유머 단편집≫이 큰 성공을 거둔다. 이 책에서 테피는 누구에게나 친밀하고 공감이 되는 주제−사랑, 일, 예술, 돈, 종교 등−에 대해 단순하고 코믹하게 묘사했다. 다음 해인 1911년 ≪유머 단편집≫ 제2권이 발간된 뒤 성공을 굳힌 테피는 “러시아 유머의 여왕”으로 불리게 된다. 1917년 10월 혁명 전 테피의 인기는 상상 이상이었다. ‘테피’라는 이름의 향수와 초콜릿이 판매될 정도였다. 그녀의 열성 팬 중에는 니콜라이 2세와 레닌, 임시정부 총리를 지낸 케렌스키, 러시아 최초의 노벨문학상 수상작가인 이반 부닌, 러시아 은세기를 대표하는 시인 표도르 솔로구프도 있었다. 1922년에서 1923년 사이 잠시 독일에 머문 것을 제외하면 테피는 인생 후반부를 망명지 파리에서 보냈다. 테피는 파리와 베를린 망명지의 저명한 신문과 잡지에 글을 기고했고, 스톡홀름, 상하이, 프라하 등 다른 망명지에서도 새로운 작품집을 발간했다. 극작가로도 활발히 활동했다. 1907년 단막극 ＜여성 문제＞를 발표한 이래 네 편의 희곡집[≪여덟 편의 소품(Восемь миниатюр)≫(1915), ≪소품과 독백(Миниатюры и монологи)≫(1915), ≪악마의 손풍금(Шарманка сатаны)≫(1916), ≪희곡집(Пьесы)≫(1934)]을 발표했다. 1952년 10월 6일 파리에서 사망했으며, 파리의 러시아인 묘지인 생주느비에브에 안장되었다.